# Jindeok
Jindeok de Silla ou Chindŏk de Silla (en coréen : 진덕여왕) est une reine du royaume de Silla, dans l'actuelle Corée. Elle règne de 647 à sa mort en 654.
Lors de ses sept années de règne, elle renforce le pouvoir militaire du royaume de Silla en s'appuyant sur le général Kim Yusin. Elle améliore les relations de son royaume avec la Chine des Tang. Ses politiques posent les jalons de l'unification de la péninsule coréenne.
Son accès au trône est permis par le système Kolp'um, alors qu'aucun homme ne peut à l'époque prétendre à un rang aristocratique aussi élevé que le sien. C'est une des trois reines à exercer la direction du royaume de Silla, après Seondeok (à qui elle succède) et Jinseong à la fin du IXe siècle.